# Fredric Bedoire

Kurt Fredric Bedoire, né le 1er septembre 1945 à Stockholm, est un historien de l'architecture suédois. Il est membre honoraire de l'Académie royale suédoise des Beaux-Arts depuis 2007. Il est professeur émérite,.

## Biographie
Bedoire a obtenu une licence en histoire, histoire de l'art et philosophie pratique à l'Université de Stockholm en 1969, a étudié à l'École d'architecture de l'Académie royale des arts de 1971 à 1972 sous la direction de Göran Lindahl et John Sjöström avec la ville nordique en bois comme thème, et a obtenu son doctorat à l'Université de Stockholm en 1974 et est devenu professeur associé d'histoire de l'art en 1975.
Bedoire était secrétaire à l'Armurerie royale de 1968 à 1969, au Musée de la ville de Stockholm de 1970 à 1973, antiquaire à la Direction nationale du patrimoine de Suède de 1974 à 1978, professeur d'université et directeur de l'histoire de l'architecture à l'école royale polytechnique de 1978 à 1992, et professeur d'histoire de l'architecture à l'École d'architecture du Kungliga Konsthögskolan de 1992 à 2012.

## Ouvrages
- Släkten Bedoire. Personhistorisk tidskrift 1963.
- Mösspolitikern och manufakturisten Abraham Hedman och hans släkt. Personhistorisk tidskrift 1967.
- Aspelin - en östermalmsfamilj kring sekelskiftet. Personhistorisk tidskrift 1968-69.
- Arkitekten Gustaf Wickman (1969). Kandidatuppsats. Stockholms universitet
- Brunkebergstorg (1970). Stockholms stadsmuseum
- Regeringsgatan 30 och bebyggelsen i kvarteret Spektern (1971). S:t Eriks årsbok.

- Industriarkitektur i Stockholms innerstad (1973)
- Kiruna kyrka (1973). Sveriges kyrkor
- En arkitekt och hans verksamhetsfält kring sekelskiftet. Gustaf Wickmans arbeten 1886-1914 (1974). Doktorsavhandling, Stockholms universitet
- Gustaf Wickman som sjukhusarkitekt (1974)
- Arkivguide för byggnadsforskare (1975) tills. m. Elisabet Stavenow-Hidemark.
- (sv) Bedoire, Fredric, Per Thullberg, Stockholms universitet 1878–1978, Stockholm, Almqvist & Wiksell, 1978 (ISBN 91-85676-01-2, LIBRIS 7751623)

- Den stora arbetsplatsen (1981)
- Svensk arkitektur : ritningar : 1640–1970 (1986; 4. uppl. 1988), tillsammans med Henrik O. Andersson
- Stockholm University. A History (1987), tills. med Per Thullberg
- I skuggan av blodskam. Ett kvinnoliv och miljöer i 1800-talets Sverige (1988): Stockholm  Carlssons
- Arkitekten Sune Malmquist (1997)
- (sv) Fredric Bedoire, Ett judiskt Europa: kring uppkomsten av en modern arkitektur 1830–1930, Stockholm, Carlsson bokförlag i samarbete med Kungliga Konsthögskolans arkitekturskola, 1998 (ISBN 91-7203-269-3, LIBRIS 7622243)
- Andersson, Henrik O.; Fredric Bedoire (1981). Bankbyggande i Sverige. Stockholm: Liber Förlag. Libris 7260267.  (ISBN 91-38-05745-X)
- Den stora hälsingegården : gårdar och befolkning i Voxnans dalgång (2000), tillsammans med Lis Hogdal
- Guldålder: Slott och politik i 1600-talets Sverige (2001). Stockholm: Bonniers
- Jewish Patronage and Modern Architecture (2003). New Jersey: KTAV
- Svenska slott och herrgårdar : en historisk reseguide (2006,2017). Stockholm: Bonniers
- Aspelins : Stockholmsliv vid sekelskiftet 1900. Bonniers julbok 2007.
- Hugenotternas värld, från religionskrigens Frankrike till Skeppsbroadelns Stockholm. (2009)   (ISBN 978-91-0-011536-4)
- När guldet blev till järn : Brukspatronen Jean Bedoire (2012). Stockholm : Atlantis

- Restaureringskonstens historia (2013). Stockholm: Norstedt.
- Le Monde des huguenots. De la France des guerres de Religion au Stockholm de la noblesse marchande (trad. Guy de Faramond), Paris, Honoré Champion, 2013 (ISBN 9782745324184)
- Den svenska arkitekturens historia 1000-1800 (2015). Stockholm: Norstedt.
- Den svenska arkitekturens historia 1800-2000 (2015). Stockholm: Norstedt.
- Turist på 1800-talet (2016). Stockholm: Langenskiöld
- Villastan : en sluten värld för Stockholms ekonomiska och kulturella elit (2017). Stockholm: Langenskiöld  (ISBN 9789188439062)
- Lewerentz - ett mästerverk (2017). Stockholm: Langensköld. Engelsk översättning samma år.
- Adelcrantz och kärleken till konsterna (2018). Stockholm: Langenskiöld
- Katedralen i Västerås : andligt och världsligt under åtta sekel (2019). Stockholm: Langenskiöld  (ISBN 9789188439420)